# Krosno (powiat elbląski)
Krosno (niem. Krossen) – wieś w Polsce położona w województwie warmińsko-mazurskim, w powiecie elbląskim, w gminie Pasłęk przy drodze wojewódzkiej nr 527.
Wieś jest siedzibą sołectwa Krosno w którego skład wchodzą również miejscowości Krosienko, Krosno-Młyn, Nowe Kusy, Owczarnia, Sokółka, Stare Kusy.
W latach 1975–1998 miejscowość administracyjnie należała do województwa elbląskiego.